# William Cavendish-Bentinck
William Cavendish-Bentinck (n. 14 aprilie 1738,  Nottinghamshire - d. 30 octombrie 1809, Buckinghamshire) a fost un politician britanic.
A deținut funcția de prim ministru al Marii Britanii între  aprilie-decembrie 1783 și  martie 1807-octombrie 1809.
1. ↑  Oxford Dictionary of National Biography
2. 1 2 3 4 5 6 7 8 9  Kindred Britain
3. 1 2 3  The Peerage